# Luftwaffen-SV Dievenow
Luftwaffen-SV Dievenow was een Duitse voetbalclub uit Pommerse stad Dievenow.

## Geschiedenis
De club werd in 1941 opgericht nadat MSV Graf Schwerin Greifswald ontbonden werd en verhuisd werd naar Dievenow. De club promoveerde meteen naar de Gauliga Pommern en werd daar vierde op zes clubs in de westelijke groep. Het volgende seizoen werd de club laatste maar degradeerde niet omdat de Gauliga verder werd uitgesplitst door het nakende einde van de Tweede Wereldoorlog. In september 1944 werd de competitie echter voortijdig beëindigd en werd de club opgeheven.